# Кодевиго
Кодевиго (итал. Codevigo) — коммуна в Италии, располагается в провинции Падуя области Венеция.
Население составляет 5901 человек (на 2004 г.), плотность населения составляет 81 чел./км². Занимает площадь 69 км². Почтовый индекс — 35020. Телефонный код — 049.
Покровителем коммуны почитается святой пророк Захария, празднование 5 ноября. Имеется храм святого пророка Захарии.

## Города-побратимы
- Сечень, Венгрия